# Samsung Galaxy Alpha
Samsung Galaxy Alpha là một điện thoại thông minh chạy hệ điều hành Android giới thiệu bởi Samsung Electronics. Ra mắt vào 13 tháng 8 năm 2014, thiết bị sẽ phát hành vào tháng 9 năm 2014. Một thiết bị tầm trung, Galaxy Alpha là điện thoại thông minh đầu tiên của Samsung có khung kim loại, mặc dù các thể trạng vật lý khác của nó vẫn giống như các sản phẩm trước đây như Galaxy S5. Nó còn tích hợp hệ thống vi mạch mới của Samsung Exynos 5430, trở thành chiếc điện thoại đầu tiên có hệ thống vi mạch sử dụng quy trình sản xuất 20 nm.

## Phát triển
Samsung đã bị chỉ trích trong quá khứ khi sử dụng nhựa polycacbonat chất lượng thấp trên smartphone hàng đầu của mình, ngay cả khi đối thủ của họ đã sản xuất chiếc điện thoại sử dụng nhựa chất lượng cao hơn hoặc nhôm nguyên khối. Mặc dù gặp nhiều vấn đề với chất lượng nguyên liệu, Samsung vẫn được coi là Android OEM ưu thế nhất. Tuy nhiên, vào tháng 7 năm 2014, công ty báo cáo lợi nhuận thấp nhất trong vòng hai năm trở lại đây, sụt giảm từ 32.3% xuống 25.2% so với năm ngoái. Sự sụt giảm thị trường do sự cạnh tranh ngày càng tăng từ các nhà cung cấp điện thoại như HTC và LG, và sự cạnh tranh trong thị trường phân khúc tầm trung và thấp từ các nhà cung cấp điện thoại như Huawei và Motorola (hiện trong quá trình bán bởi Google cho Lenovo).
Vào đầu tháng 6 năm 2014, hình ảnh rò rỉ chiếc điện thoại sắp ra mắt của Samsung dự kiến được gọi là "Galaxy F", đặt bên cạnh Galaxy S5: nó tích hợp một khung kim loại, viền bezel mỏng hơn S5, và nó được cho là sử dụng màn hình quad HD, vi xử lý Snapdragon 805, cùng với cảm biến đo nhịp tim và khả năng chống bụi/nước từ S5. Tuy nhiên, vào 18 tháng 6 năm 2014, Samsung ra mắt một phiên bản LTE-Advanced của S5 với màn hình quad HD, phát hành độc quyền tại Hàn Quốc. Một đại diện của Samsung nói rằng "không có kế hoạch" phát hành thiết bị này ra toàn cầu.
Vào cuối tháng 7 năm 2014, rò rỉ hình ảnh thiết bị đồn đại, xác định là "Galaxy Alpha"; thiết bị được mô tả là nhỏ hơn S5 (nhưng có khung bằng kim loại), và báo cáo cho thấy thông số kỹ thuật thấp hơn S5, như màn hình 720p 4,7 in (120 mm) tương tự như Galaxy S III, và không có bộ nhớ mở rộng. Vào 31 tháng 7 năm 2014, Kim Hyun-joon, phó chủ tịch cấp cao của doanh nghiệp điện thoại Samsung, nói với các nhà đầu tư rằng công ty đang có kế hoạch phát hành một thiết bị mới kết hợp "chất liệu mới" vào cuối năm 2014. Các nhà phê bình phân tích tuyên bố của ông cho thấy rằng như một dấu hiệu công ty đang lên kế hoạch sản xuất điện thoại thông minh bằng kim loại, nhưng nó cũng có thể là một Galaxy Note series mới.
Vào 13 tháng 8 năm 2014, Samsung chính thức trình làng Galaxy Alpha. Samsung Electronics CEO JK Shin giải thích rằng Alpha được "xây dựng và thiết kế dựa trên mong muốn theo yêu cầu của người tiêu dùng." Công ty chào mời rằng Galaxy Alpha sẽ đánh dấu "phương pháp thiết kế mới" cho sản phẩm của Samsung, và các yếu tố từ Alpha sẽ xuất hiện trên các sản phẩm của Samsung trong tương lai. Thiết bị sẽ phát hành vào tháng 9 năm 2014, mặc dù giá và thông tin kỹ thuật vẫn chưa được công bố.

## Thông số kỹ thuật
Thiết kế tổng thể của Galaxy Alpha là sự tiến hoá của Galaxy S5, kết hợp khung kim loại và dát cạnh kim cương. Với độ dày 6,7 mm (0,26 in), Samsung cho rằng Galaxy Alpha là smartphone mỏng nhất của công ty.
Bản quốc tế của Alpha sử dụng octa-core, vi xử lý Exynos 5430; bao gồm bốn lõi 1.8 GHz Cortex-A57, và bốn lõi 1.3 GHz Cortex-A53. Exynos 5430 là vi xử lý điện thoại đầu tiên sử dụng quy trình sản xuất 20 nm HKMG. Bản quốc tế sẽ còn là thiết bị đầu tiên kết hợp XMM7260 modem của Intel cat 6 hỗ trợ LTE Advanced. Bản Mỹ sẽ bao gồm vi xử lý 2.5 GHz Snapdragon 805; cả hai phiên bản sẽ bao gồm 2 GB RAM.
Galaxy Alpha có màn hình 720p 4,7 in (120 mm) Super AMOLED, và có máy ảnh chính 12 megapixel, cảm biến vân tay và nhịp tim, và pin rời 1860 mAh. Thiết bị bao gồm 32 GB không bao gồm bộ nhớ mở rộng, chạy Android 4.4.4 "KitKat" với giao diện tuỳ biến TouchWiz của Samsung.